# Kaczorowscy

Rogala – herb szlachecki Kaczorowskich

Kaczorowscy – polski ród szlachecki, h. Jelita, Rogala. Wywodzi się prawdopodobnie z Kaczorowa na Lubelszczyźnie..